# Get Ready for This
Get Ready for This è una canzone del gruppo eurodance olandese 2 Unlimited. È stata pubblicata nel settembre 1991 come primo singolo del loro album di debutto Get Ready! È senza dubbio il brano più famoso della band negli Stati Uniti, dove ha raggiunto la posizione 38 nella classifica Billboard Top 40. In altre parti del mondo, invece, il suo successo è stato eclissato dal loro 5º singolo No Limit.
La famosa frase ripetuta "Y'all ready for this?" è stata campionata dalla hit It's Funky Enough di The D.O.C.
È una delle canzoni suonate più frequentemente agli eventi sportivi di tutto il mondo. Per esempio, è stata la canzone di apertura dei Green Bay Packers al Super Bowl XLV, ma anche delle squadre dell'NBA Orlando Magic e San Antonio Spurs e di diverse squadre della Major League Baseball.
La canzone è inclusa nella colonna sonora dei film Space Jam e Ragazze nel pallone, e nelle serie TV Moesha e Friends (episodio: La coppa Geller).

## Pubblicazione e accoglienza
Originariamente, nel 1991, i 2 Unlimited pubblicarono una versione strumentale del singolo, chiamata Orchestral Mix. Ma Wilde e De Coster volevano una formula più accessibile per far crescere il loro progetto. Contattarono quindi Raymond Lothar Slijngaard per scrivere il testo e aggiungere una traccia rap. Slijngaard suggerì di unire al gruppo la vocalist Anita Doth.
Qualche mese dopo fu pubblicata la nuova versione, Rap Version, con il rap di Ray Slijngaard e la voce di Anita Doth. Nel Regno Unito, il produttore Pete Waterman, proprietario dell'etichetta che distribuiva in quel paese i brani dei 2 Unlimited, pubblicò una versione modificata dell'Orchestral Mix che conteneva soltanto la frase campionata "Y'all ready for this?". Nelle pubblicazioni successive fu ripristinata la voce di Anita Doth, ma le parti rappate di Raymond Slijngaard continuarono a essere escluse anche nei singoli seguenti, Twilight Zone (1992) e No Limit (1993).
Get Ready for This fu un successo immediato, raggiunse la 2ª posizione nella classifica inglese Official Singles Chart, la 4ª nella classifica americana Billboard Hot Dance Club Play e la 38ª nella Billboard Hot 100.
| CD maxi 1. "Get Ready for This" (Rap Version) (5:53) 2. "Get Ready for This" (Orchestral Mix) (5:31) 3. "Get Ready for This" (Wilde Mix) (5:55) 4. "Get Ready for This" (Rio & Le Jean Mix) (3:06) 5. "Get Ready for This" (Rapversion Edit) (3:42) CD maxi 1. "Get Ready for This" (Extended Techno Mix) (5:54) 2. "Get Ready for This" (Rap Version) (4:36) 3. "Get Ready for This" (Wilde Mix) (5:58) | 7" single 1. "Get Ready for This" (Rap Version) (3:42) 2. "Get Ready for This" (Instrumental Version) (3:42) 12" maxi 1. "Get Ready for This" (Orchestral Mix) (5:31) 2. "Get Ready for This" (800 Mix) (5:14) 3. "Pacific Walk" (3:05) 12" maxi - Remixes 1. "Get Ready for This" (Rap Version) (5:26) 2. "Get Ready for This" (Orchestral Mix) (5:54) 3. "Get Ready for This" (Wilde Mix) (5:55) 4. "Get Ready For This" (Rio & Le Jean Mix) (3:08) |

## Classifiche
| Classifica (1991)                         | Posizione raggiunta |
| ----------------------------------------- | ------------------- |
| Australia (ARIA)                          | 2                   |
| Belgio (VRT Top 30 Flanders)              | 9                   |
| Canada Dance (RPM)                        | 6                   |
| Irlanda (IRMA)                            | 3                   |
| Nuova Zelanda (RIANZ)                     | 50                  |
| Paesi Bassi (Dutch Top 40)                | 10                  |
| Regno Unito (The Official Charts Company) | 2                   |
| Spagna (AFYVE)                            | 2                   |
| Svezia (Sverigetopplistan)                | 36                  |
| USA (Billboard Hot 100)                   | 38                  |
| USA (Billboard Dance Music/Club Play)     | 14                  |

## Remix
- Yves De Ruyter radio edit (3:18)
- Yves De Ruyter remix (8:50)
- Rivera Latin Groove remix (6:35)
- Big Groove remix (7:52)
- Dark remix (7:00)
- K-Groove mix edit (3.38)
- Steve Aoki Extended (5:25)